# Соцгородок (Еврейская автономная область)
Со́цгородо́к (Социалистический городок) — село в Смидовичском районе Еврейской автономной области России.

## География

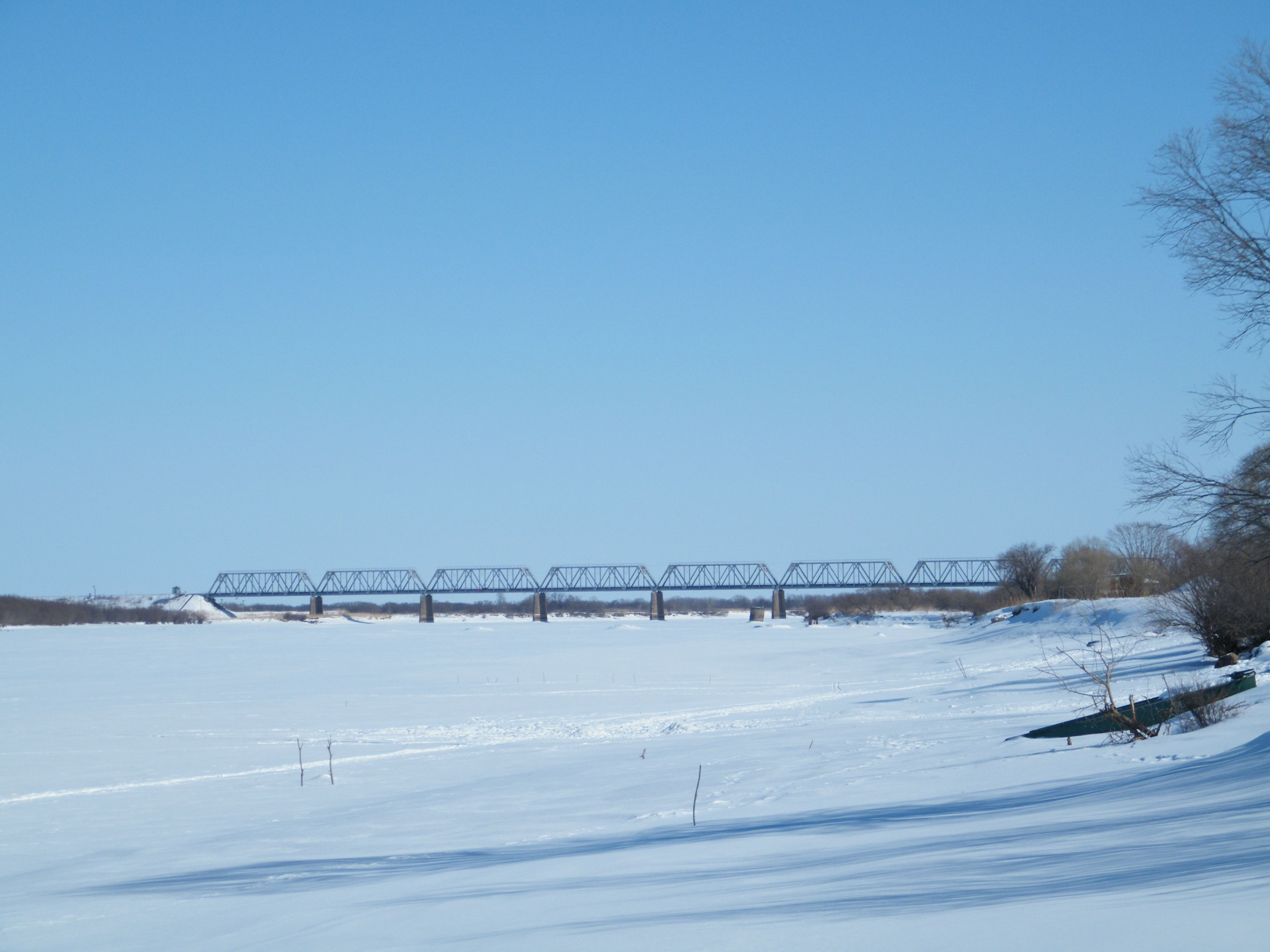
Железнодорожный мост через Тунгуску, вид выше села Соцгородок.

Село Соцгородок стоит на правобережной протоке реки Тунгуска.
Село возникло при строительстве железнодорожной линии Хабаровск — Комсомольск-на-Амуре, ниже села расположен охраняемый железнодорожный мост через Тунгуску.
Дорога к селу Соцгородок идёт от автотрассы «Амур» через пос. Волочаевка-2. Расстояние до трассы «Амур» около трёх километров, до Волочаевки-2 около двух километров.
Восточнее села Соцгородок находится с. Даниловка, расстояние невелико.

## Население
| 1992 | 2002 | 2010 | 2011 | 2012 | 2013 | 2014 |
| ---- | ---- | ---- | ---- | ---- | ---- | ---- |
| 164  | ↗244 | ↘180 | ↘179 | ↘174 | ↗183 | →183 |
| 2015 | 2016 | 2017 | 2018 | 2019 | 2020 | 2021 |
| ↘181 | ↗182 | ↗189 | ↘174 | ↘165 | ↘163 | ↘135 |
| 2023 |      |      |      |      |      |      |
| ↗141 |      |      |      |      |      |      |

в 1900х годах проживала еврейская община основана на поддержке сша